# 瑪麗亞·米切爾
瑪麗亞·米切爾（英語：Maria Mitchell，1818年8月1日—1889年6月28日），美國女性天文學家，於1847年以望遠鏡發現了彗星 C/1847 T1，該彗星因此被稱為「米切爾小姐的彗星」（Miss Mitchell's Comet）。她因為該發現獲得丹麥國王弗雷德里克七世頒發金質獎章。該獎章上刻了「Not in vain do we watch the setting and rising of the stars.」。瑪麗亞是美國第一位女性職業天文學家。
瑪麗亞原本是貴格會的信徒，後來改宗一位论派。

## 早年生活

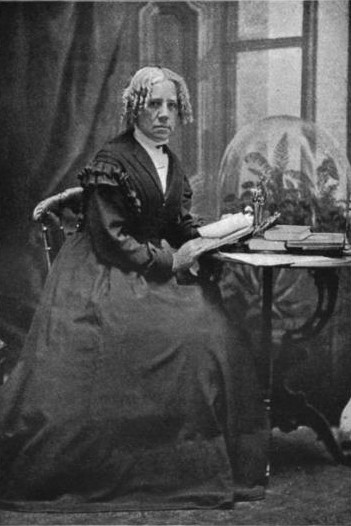
瑪麗亞·米切爾

瑪麗亞生於麻薩諸塞州南塔克特，和班傑明·富蘭克林有親戚關係，家庭中另有9位兄弟姊妹。她的雙親威廉·米切爾和莉迪亞·科爾曼·米切爾是貴格會教徒。米切爾出生在和當時環境相較之下兩性地位不尋常地平等的社群，她的雙親和其他貴格會教徒一樣對教育很重視，並且女性也可獲得跟男性一樣的教育水準。貴格會的其中一個重要信條就是女性和男性的智力是相等的。此外，南塔克特是重要的捕鯨業港口，這意味著捕鯨船水手在海上時，留在岸上的水手的妻子必須有數個月甚至一年以上獨立操持家務；因此促成了當地女性和其他地方相較之下獨立性較高，且較為平等的氣氛，也就是所謂的「島嶼之家」。
瑪麗亞在童年的前幾年就讀 Elizabeth Gardener 開辦的學校之後，她進入了其父擔任首任校長的文法學校就讀。兩年後她11歲時她的父親建立了自己的學校。在瑪麗亞的父親的學校中她是學生，同時也是她父親的教學助理。瑪麗亞的父親在家中以自己的望遠鏡對她教授天文學。瑪麗亞在12歲半時協助她的父親計算出了一次日環食的確切時間。
在瑪麗亞的父親開辦的學校關閉後，她到一位論派牧師塞勒斯·皮尔斯為年輕女性開辦的學校就讀。之後她於1835年開辦自己的學校以前都擔任皮爾斯的教學助理。當時她決定讓非白人的兒童也能進入她的學校就讀，這在白人和有色人種不能在同一美國公立學校內就讀的時代是相當爭議性的決定。一年後她成為南塔克特圖書館（Nantucket Atheneum）的第一位圖書館員，並且在該館工作20年。

## 發現彗星 C/1847 T1

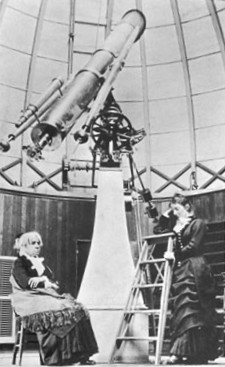
在瓦薩學院天文台圓頂內的瑪麗亞·米切爾（坐者）

瑪麗亞於當地時間1847年10月1日10:30 PM以望遠鏡發現了「米切爾小姐的彗星」（Miss Mitchell's Comet，Comet 1847 VI，今日編號為C/1847 T1）。在她發現該彗星前數年，丹麥國王弗雷德里克六世成立一項金質獎章獎項給「望遠鏡彗星」（指亮度過低無法被肉眼觀測，要用望遠鏡才能發現的彗星）的發現者。該獎項頒發給這類彗星的「首位發現者」（要注意的是，每顆彗星經常是超過一人各自獨立發現）。她是該獎項的其中一位獲得者，並讓她有了世界性的聲譽。而在她之前發現彗星的女性只有卡羅琳·赫歇爾。
而在當時曾經一度有發現先後順序的爭論，因為義大利天文學家弗朗切斯科·德·維科在瑪麗亞發現 C/1847 T1 二日後也獨立發現了同一顆彗星，但他較早向歐洲有關單位報告該發現。不過瑪麗亞最終獲得認可。1848年時剛即位的丹麥國王弗雷德里克七世授予瑪麗亞獎章。

## 學術生涯
瑪麗亞先後於1848年和1850年成為美国文理科学院和美國科學促進會的首位女性會士。之後她在美國航海天文曆編制局進行金星在天球上位置表的計算，並且和小說家纳撒尼尔·霍桑以及其家人一起遊歷歐洲。
瑪麗亞於1865年受聘成為瓦薩學院天文學教授，是該校第一位教授，並同時被任命為瓦薩學院天文台台長。在當地任教一段時間後，她知道即使以她的聲望和經驗，薪資仍低於男性年輕教授，因此堅持要求增加薪資並獲得同意。之後她在瓦薩學院任教至去世前一年的1888年。

## 社會參與
1842年瑪麗亞離開貴格會並改宗一位論派，並且因為反對奴隶制度而拒絕使用棉製衣物。她和伊麗莎白·凱迪·斯坦頓等許多婦女參政論者是好友，並且是美國婦女促進協會（American Association for the Advancement of Women）的其中一位共同創辦者。瑪麗亞於1869年成為首批美國哲學會女性會士的其中一人（和瑪麗·薩默維爾、伊麗莎白·卡博特·阿加西一起獲選）。

## 逝世與紀念

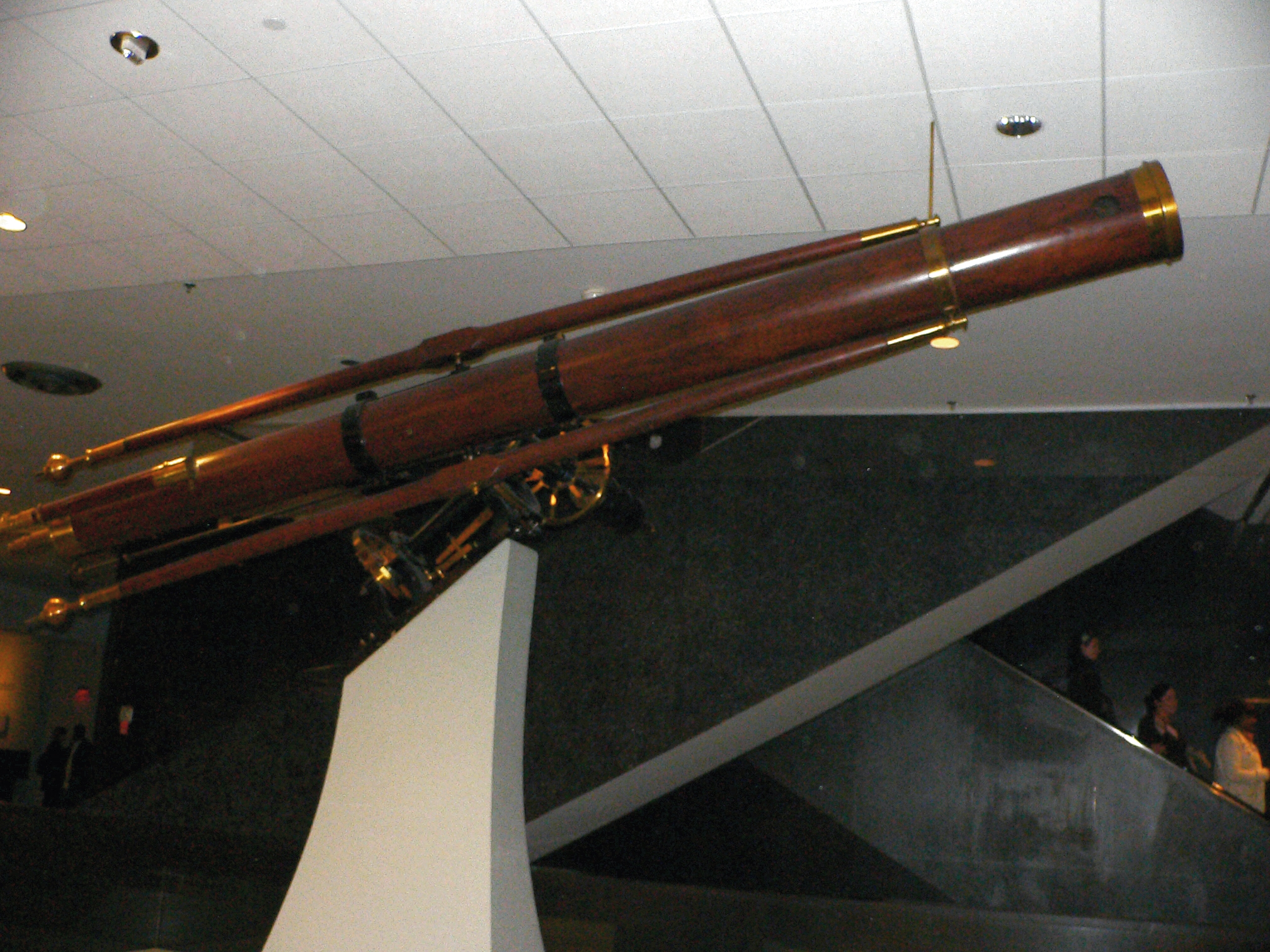
瑪麗亞·米切爾的望遠鏡，展示於史密森尼学会轄下的美國國家歷史博物館。

瑪麗亞於1889年6月28日病逝於麻薩諸塞州林恩，葬於南塔克特的公墓。位於南塔克特的瑪麗亞·米切爾天文台以她的名字命名；該天文台是當地非營利科學組織瑪麗亞·米切爾協會的分支架構。該協會另外營運有自然史博物館、瑪麗亞·米切爾之家博物館和科學圖書館。瑪麗亞在身後也獲選入美國女性名人堂。第二次世界大戰期間的一艘自由輪也命名為「SS Maria Mitchell」。紐約州大都會北方鐵路（其中一條通勤線哈德遜線的終點位於瓦薩學院附近的波啟浦夕市）也有名為「瑪麗亞·米切爾彗星」（The Maria Mitchell Comet）的列車。2013年8月1日，瑪麗亞誕生195週年時，搜尋引擎 Google 的 Google Doodles 以瑪麗亞在屋頂上以望遠鏡搜尋彗星的卡通圖像表示以向她致敬。

## 參考資料

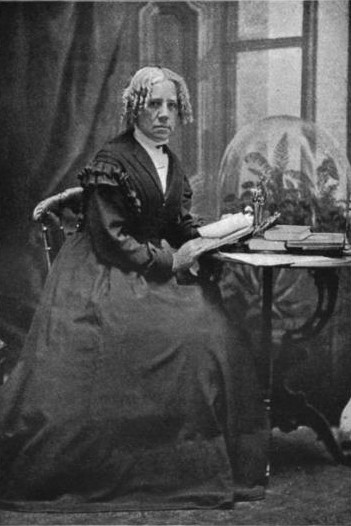
瑪麗亞·米切爾照片

### 線上資源
- "Notice of a reward by the King of Denmark for the discovery of Comet", MNRAS 2 (1832) 59 （页面存档备份，存于）
- "Elements of Miss Mitchell's Comet", MNRAS 8 (1848) 130 （页面存档备份，存于）
- "Discontinuance of the King of Denmark's comet medal", AJ 1 (1850) 56 （页面存档备份，存于） (due to First war of Schleswig)
- Maria Mitchell的作品  - 古騰堡計劃

### 書籍
- Kendall, Phebe Mitchell. Maria Mitchell: Life, Letters, and Journals （页面存档备份，存于）. Boston: Lee & Shepard, 1896. (out of print; compiled by her sister)
- M. W. Whitney, In Memoriam, (Poughkeepsie, N. Y., 1889)
- M. K. Babbitt, Maria Mitchell as her students Knew her, (Poughkeepsie, N. Y., 1912)
- Albers, Henry editor "Maria Mitchell, A Life in Journals and Letters" College Avenue Press, Clinton Corners, NY, 2001.       (Henry Albers was the Fifth Maria Mitchell Professor of Astronomy at Vassar College.)
- Torjesen, Elizabeth Fraser, Comet Over Nantucket: Maria Mitchell and Her Island: The Story of America's First Woman Astronomer, (Richmond, IN: Friends United Press, 1984)
- Renée Bergland, Maria Mitchell and the Sexing of Science: An Astronomer Among the American Romantics, Beacon Press, Boston, 2008.
- Wright, Helen, Sweeper in the Skies: The Life of Maria Mitchell, (College Avenue Press, Clinton Corners,NY,1997.ISBN 1-883551-70-6. (Commemorative Edition of 1949 edition. Wright was born in Washington,DC and served as assistant in Astronomy Dept. at Vassar and later US Naval Observatory and Mt. Wilson Observatory.Wrote bios of Geo. Hale and Palomar Observatory & w. Harold Shapley co-ed of Treasury of Science)

## 外部連結
- Encyclopædia Britannica biographical information （页面存档备份，存于）
- Maria Mitchell, Astronomer, 1818 - 1889 （页面存档备份，存于）
- Maria Mitchell Association  （页面存档备份，存于）
- Unitarian Universalist Biography of Maria Mitchell
- Prospect Hill Cemetery （页面存档备份，存于）
- Bibliography （页面存档备份，存于） from the Astronomical Society of the Pacific
- 在Find a Grave上的瑪麗亞·米切爾
- Night Watches: Inventions on the life of Maria Mitchell by Carole Oles